# 추자면
추자면은 제주특별자치도 제주시 북부 제주해협에 있는 면이다. 상추자도, 하추자도, 횡간도, 추포도 등 유인도 4개, 무인도 38개의 섬으로 이루어져 있다. 면 소재지는 상추자도의 대서리이다.

## 위치
제주도와 전라남도 중간 해상에 위치한다.

## 역사
- 1271년 삼별초의 난 때 설촌
- 1273년 김방경과 몽고 연합군 후풍(後風) 후 후풍도라 명명
- 1374년 최영 장군이 후풍 후 어망편법 전수
- 1821년 전라남도 영암군에 귀속
- 1881년 제주목에 편입, 별장제 실시
- 1891년 전라남도 영암군에 편입, 상추자면·하추자면 설치
- 1896년 제주목에 편입, 같은 해 전라남도 완도군 편입
- 1914년 4월 1일 완도군 상·하추자면과 보길면 횡간도를 추자면으로 통합해 제주도(濟州島)에 귀속
- 1946년 8월 1일 제주도(濟州道) 북제주군 추자면으로 개편
- 1988년 1월 1일 신양리를 1리, 2리로 분리
- 2006년 7월 1일 제주특별자치도 제주시 추자면으로 개편

## 행정 구역
| 법정리 | 한자명 | 행정리  | 자연마을       | 비고            |
| ------ | ------ | ------- | -------------- | --------------- |
| 대서리 | 大西里 | 대서리  | 대서리, 횡간도 | 면사무소 소재지 |
| 묵리   | 默里   | 묵리    | 묵리           |                 |
| 신양리 | 新陽里 | 신양1리 | 신상리, 신하리 |                 |
| 신양리 | 新陽里 | 신양2리 | 장작리         |                 |
| 영흥리 | 永興里 | 영흥리  | 사동(절기미)   |                 |
| 예초리 | 禮草里 | 예초리  | 예초리, 추포리 |                 |

## 교육
- 추자초등학교
  - 신양분교
- 추자중학교